# Phrynetoides
Phrynetoides is een kevergeslacht uit de familie van de boktorren (Cerambycidae). De wetenschappelijke naam van het geslacht werd voor het eerst geldig gepubliceerd in 1891 door Duvivier.

## Soorten
Phrynetoides omvat de volgende soorten:
- Phrynetoides minor Schwarzer, 1931
- Phrynetoides regius (Aurivillius, 1886)